# Альдринген, Иоганн фон
Граф Иоганн фон Альдринген (нем. Johann Graf von Aldringen; 10 декабря 1588, Диденхофен — 22 июля 1634, Ландсхут) — имперский фельдмаршал, участник Тридцатилетней войны.

## Биография
Начал службу секретарем у генерала Мадруци и его брата, кардинала, и затем поступил в имперскую армию, где отличился храбростью, изворотливостью ума и способностью к письменным работам.
За защиту мостовых укреплений в Дессау в 1626 году против графа Эрнста фон Мансфельда он был произведен императором в бароны и затем в графы.

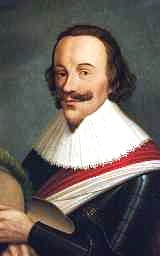
И. фон Альдринген

По заключении мира с Данией в 1629 году Альдринген был послан с несколькими полками в Италию под начальством Коллальто и участвовал в осаде и взятии Мантуи. Разграбление этого города положило начало его громадному состоянию.
По возвращении в Германию он покорил Вюртемберг и после смерти Тилли принял командование над войсками лиги и осадил вместе с Валленштейном город Нюрнберг.
При нападении Густава-Адольфа на имперский лагерь при Бургстале он с большим талантом командовал на самых трудных направлениях. В битве же при Люцене не участвовал, так как получил командование над баварской армией, действовавшей отдельно от имперской. В это время он был уже (с 13 октября 1632) фельдмаршалом и оперировал в Баварии и Швабии вместе с испанскими войсками герцога Ферио против Горна и Бернхарда Веймарского, но без особой удачи.
В истории низвержения Валленштейна он играл видную роль. Валленштейн сильно рассчитывал на его преданность, но двору удалось склонить Альдрингена на свою сторону. Он отказался подписать Пильзенскую декларацию, а когда из Вены послан был приказ арестовать Валленштейна, то под предлогом болезни Альдринген оставался в Фрауэнбурге, сошелся с Галласом и другими и принял на себя все военные приготовления против мятежника.
После смерти Валленштейна он дрался против шведов на Дунае и погиб при защите Ландсгута 22 июля 1634 года.
Потомства после него не осталось. Его громадные богатства и владения, из которых самые обширные и богатые находились в Теплице в Богемии, увеличенные ещё за счёт конфискованных имений, перешли в наследство к его сестре, бывшей замужем за графом Клари. Потомки её были пожалованы императором Фердинандом II правом носить имя Клари-Альдринген.